# Primera División de Tonga 2019
La Primera División de Tonga 2019 fue la edición número 40 de la Primera División de Tonga.

## Participantes
- Fahefa FC
- Ha'amoko United Youth
- Lavengatonga FC
- Longoteme FC
- Marist Prems
- Navutoka FC
- SC Lotoha'apai
- Veitongo FC

## Tabla General
Actualizado el 27 de noviembre de 2019.
| Pos. | Equipo                | PJ. | PG. | PE. | PP. | GF. | GC. | DG. | Pts. | Clasificación a                            |
| ---- | --------------------- | --- | --- | --- | --- | --- | --- | --- | ---- | ------------------------------------------ |
| 1    | Veitongo FC (C)       | 21  | 21  | 0   | 0   | 102 | 19  | +83 | 63   | Campeón y Liga de Campeones de la OFC 2020 |
| 2    | SC Lotoha'apai        | 21  | 16  | 0   | 5   | 42  | 15  | +27 | 45   |                                            |
| 3    | Longoteme FC          | 21  | 12  | 2   | 7   | 47  | 19  | +28 | 38   |                                            |
| 4    | Lavengatonga FC       | 21  | 10  | 2   | 9   | 45  | 22  | +23 | 32   |                                            |
| 5    | Navutoka FC           | 21  | 8   | 2   | 11  | 27  | 30  | -3  | 26   |                                            |
| 6    | Marist Prems          | 21  | 8   | 2   | 11  | 26  | 48  | -22 | 26   |                                            |
| 7    | Fahefa FC             | 21  | 2   | 3   | 16  | 16  | 94  | -78 | 9    |                                            |
| 8    | Ha'akomo United Youth | 21  | 1   | 1   | 19  | 12  | 69  | -57 | 4    |                                            |

| Bandera de Tonga                |
| Campeón Veitongo FC 5.to título |